# Kanasín (plaats)
Kanasín is een voorstad van Mérida, in de Mexicaanse deelstaat Yucatán. Kanasín is de hoofdplaats van de gemeente Kanasín en heeft 50.357 inwoners (census 2005).